# Кюлюс-Арита
Кюлю́с-Арита́ (рос. Кюлюс-Арыта) — невеликий річковий острів на річці Анабар. Територіально відноситься до Якутії, Росія.
Розташований в нижній течії річки ближче до лівого берега, нижче впадіння лівої притоки Харабил. Острів має видовжену форму, витягнутий із північного сходу на південний захід. Острів рівнинний. На півдні знаходяться кручі висотою 5 м. Вкритий болотами, має 4 невеликих озера.
| Росія | Це незавершена стаття з географії Росії. Ви можете допомогти проєкту, виправивши або дописавши її. |